# باول روبرتس (كاتب)
باول روبرتس (بالإنجليزية: Paul Roberts)‏ هو صحفي وكاتب أمريكي، ولد في 2 أغسطس 1961.